# 스탈로바볼라군

포트카르파츠키에주 지도에 표시된 스탈로바볼라군의 위치

스탈로바볼라군(폴란드어: powiat stalowowolski)은 폴란드 포트카르파츠키에주에 위치한 군으로 군청 소재지는 스탈로바볼라이며 면적은 832.92km2, 인구는 103,293명(2019년 기준), 인구 밀도는 120명/km2이다.
북쪽으로는 루블린주 크라시니크군, 동쪽으로는 루블린주 야누프군, 남동쪽으로는 니스코군, 남쪽으로는 콜부쇼바군, 서쪽으로는 타르노브제크군, 시비엥토크시스키에주 산도미에시군과 접한다. 6개 지방 자치체(1개 도시, 5개 농촌)를 관할한다.

군기
군 문장